# جام ملت‌های اقیانوسیه ۲۰۲۰
جام ملت‌های اقیانوسیه ۲۰۲۰ یازدهمین دوره از مسابقات جام ملت‌های اقیانوسیه بود که به واسطه همه‌گیری بیماری کرونا برگزار نشد.